# Claudio di Girolamo
Claudio di Girolamo   (Roma, 31 d'octubre de 1929 - Vitacura, 22 de maig de 2025) va ser un director, dramaturg, pintor, escenògraf i assessor cultural italià nacionalitzat xilè.
Va ser cap de la Divisió de Cultura del Ministeri d'Educació de Xile en els Governs dels presidents Eduardo Frei Ruiz-Tagle i Ricardo Lagos, i dues vegades en el Govern de la Presidenta de la República, Michelle Bachelet. També va ser assessor cultural al govern del president Gabriel Boric.
Es va exercir com a Director Executiu de Canal 13 entre 1969 i 1971 i, va ser un dels fundadors de Teatro Ictus i Taller Teatro Dos. Va ser director i conductor de televisió a La manivela, Ojo con el arte i Bellavista 0990 de Televisión Nacional de Chile.

## Biografia
Es va educar a Itàlia al Liceo Artístico Statale de Roma i va estudiar escenografia a l’Accademia di Belle Arti di Roma. Després de la Segona Guerra Mundial, va arribar a Xile als seus 19 anys, juntament amb el seu pare el pintor Giulio di Girolamo i la seva família.
Va desenvolupar a Xile una prolífica labor pictòrica, treballant en solitari i en conjunt amb el seu pare i els seus fills, en diversos projectes de pintures religioses murals per a esglésies i edificis públics tant en Santiago com en diferents ciutats del País.
En 1968, Carlos Ansaldo, fundador i en aquesta data Director del Festival de la Cançó de Viña del Mar, li encarrega la creació del símbol d'aquest Festival, en complir-se la seva desena edició. Així neix la "gavina", que, des de 1969 fins avui, es converteix en el seu guardó. guardó del Festival de la Cançó de Viña del Mar a partir de 1969.
Ha combinat els seus coneixements plàstics amb l'àrea de les arts dramàtiques, com a escenògraf i director de teatre. És recordat al Teatro Ensayo de la Universidad Católica i com a fundador del Teatro Ictus.
Entre altres de les seves múltiples activitats, s'ha exercit com arquitecte, publicista, professor director de l'Escola de Cinema de la Universitat Arcis, professor de Realització Cinematogràfica, assessor del Patronat del Festival Iberoamericà de Teatre de Cadis, Espanya i conductor dels programa de televisió La Manivela i Bellavista 0990.
Guiat per la seva fe cristiana i el seu compromís social, s'ha interessat en forma entusiasta i creativa per acostar manifestacions culturals als sectors més desposseïts del país, activitats que el van portar a integrar el Consell Nacional per a la Superació de la Pobresa.
El govern xilè li va concedir la nacionalitat per gràcia en 1997, mateix any en què va assumir la prefectura de la Divisió de Cultura del Ministeri d'Educació de Xile.
Al maig de 2023, Di Girolamo va realitzar una donació a l'Arxiu de l'Escena Teatral de l'Escola de Teatre de la Universitat Catòlica, que compta un arxiu personal de prop de 3 mil objectes de la seva trajectòria artística, que permeten reconstruir l'art i part de la història de l'escena teatral xilena dels últims setanta anys.

## Obres
Els seus murals demostren la influència de la tradició pictòrica europea i un afany per integrar l'obra als espais arquitectònics que decoren. El seu treball demostra el seu gran maneig del color, una inclinació per la síntesi formal i una manera escultòrica en el tractament de les figures, recorrent moltes vegades a solucions pròpies de l'abstracció cubista.

### Obres murals
- Mural en el menjador de l'Hotel Pedro de Valdivia.- Valdivia (aquest mural va ser destruït per ell mateix, el 12 de gener de 2005, durant la demolició de l'Hotel)
- Murals a l'Església de Santa Elena.- Santiago.
- Murals de l'absis, capelles i estacions del Viacrucis del Templo Nacional San Juan Bosco.- Santiago, La Cisterna.
- Murals de la capella del col·legi de la Santa Cruz.- Loncoche.
- Mural de la capella del col·legi Institut Alonso de Ercilla.- Santiago
- Mosaic en el frontis de l'Església de Santa Marta.- Santiago.
- Murals en el Teologado Salesiano de Lo Cañas.- Santiago.
- Vía Crucis capella del Col·legi de les Monges Argentines.- Santiago.

Panell mural al·lusiu al treball. Hospital del Treballador.- Santiago
- Memorial del Detingut Desaparegut i de l'Executat Polític.- Santiago
- Políptic amb deu episodis de la vida de la Mare de Déu, de 8 × 2,8 m, per a la capella del nou Hospital del Treballador de Concepción, dedicada a María, Mare de la Pau.
- A més, realitza diversos quadres de temes religiosos que es troben en diferents Esglésies de Santiago i Regions, destacant els del Teologado Salesià del Canyes i la Capella de l'Hospital del Treballador, a Santiago.
- En 2001, realitza una exposició a la Sala Matta del Museu Nacional de Belles arts, en la qual exhibeix un políptic de 9 × 2,5 m, amb 18 escenes de la vida de Jesús, que porta per títol “La bona notícia”. Posteriorment, la Facultat de Teologia de la Universitat Catòlica, ho adquireix per a la seva nova seu del Campus Sant Joaquim.
- Al juny de 2005, exposa en l'hall central del Museu Nacional de Belles Arts, el “Projecte Escala 1:1”, consistent en una maqueta, a escala natural, de la Capella que s'erigirà en el nou Hospital del Treballador de Concepción, amb tots els elements artístics que seran emplaçats en el seu interior.
- A l'agost de 2005 rep l'encàrrec de la Universitat de Talca per a la confecció d'un políptic mural al·legòric de la història cultural de Xile, compost per 27 teles amb un desenvolupament total de circa 70 m², destinat a la sala Emma Jausch del seu Centre d'Extensió, obra muntada i lliurada a l'agost de 2006.

## Teatre
- En 1951 ingressa com a escenògraf, al Teatre d'Assaig de la Universitat Catòlica de Xile, dissenyant nombroses escenografies i dictant tallers de disseny teatral.
- Al poc temps, en 1957, s'integra a l'acabat de fundar Teatro ICTUS. Allí es dedica a l'escenografia, direcció teatral i escriptura dramàtica durant 30 anys, treballant en més de 30 muntatges.
- En 1986 es retira del grup i forma el Taller teatro dos, al costat dels actors Mauricio Pesutic, Rodolfo Bravo i Roberto Poblete. Posa en escena dues obres i participa amb elles en diversos Festivals Internacionals i en gires per Amèrica Llatina, els Estats Units i Europa.
- El mateix any 1986, rep el Premi Ollantay, atorgat pel Centre Llatinoamericà de Creació i Recerca Teatral (CELCIT) en la categoria “Home de Teatre”, «per la seva aportació a la pedagogia i a la creació en el teatre a Llatinoamèrica».
- En 1988, dirigeix l'obra Ulf del dramaturg argentí Juan Carlos Gené, en el Teatre Sant Martín, que rep el premi de millor muntatge del mateix any.
- En 1993, és nominat al Premi APES en la categoria “Millor Dramaturg” per la seva obra Un poco de todo.
- Ha realitzat, en diverses ocasions, Tallers de Direcció Teatral, Energia de l'actor i Espai Escènic, en Xile, Colòmbia, l'Uruguai, Espanya i el Brasil.
- Des de 1994 a 1997, Professor Titular del Taller d'Espai Escènic a l'Escola de Teatre de la Universitat ARCIS.
- En 1995, dirigeix l'examen de títol del 4° any de l'Escola de Teatre de la mateixa Universitat, posant en escena la seva última obra Desencuentros semifinales en seis juegos.

## Cinema i televisió
- En 1969, s'exerceix com a Director Executiu del Canal 13, càrrec que va ocupar fins a 1971.
- De 1969 a 1975, treballa com a coautor i codirector del programa d'humor La manivela produït per Ictus a diversos Canals de TV de Xile.
- De 1978 a 1986 realitza diverses produccions audiovisuals per a la “Televisión Alternativa” en la Productora Ictus TV, entre les quals destaquen el documental Andrés de La Victòria i dos argumentals: el: el migmetratge El 18 de los García y el llargmetrayhe Sexto A 1965. Aquest últim és seleccionat i s'exhibeix en el primer festival F.I.P.A. de Festival de Cannes en 1987.
- Posteriorment, en 1990, amb el Taller Teatro Dos, realitza el llargmetratge argumental Dos mujeres de la ciudad, que s'estrena al públic al Cine El Biógrafo, a més de diversos documentals.
- Entre 1990 i 1991, a TVN, integra l’equip del Programa Cultural Ojo con el arte, conduït per Nemesio Antúnez, en qualitat de coconductor.
- En 1992, 1993 i 1996, va ser conductor del programa cultural Bellavista 0990, de TVN.
- El 1993, és encarregat, per la Universitat ARCIS de crear l'Escola de Cinema d'aquesta Casa d'Estudis (la primera Escola de Cinema Universitària, després de la volta de la democràcia) i és nomenat com el seu primer Director. Exerceix en aquest càrrec i dicta cursos i tallers de Realització Cinematogràfica fins al seu retir temporal, en 1998, en ser nomenat pel President Frei Ruiz Tagle com a Cap de la Divisió de Cultura del Ministeri d'Educació.

### Pel·lícules
| Pel·lícules | Pel·lícules                             | Pel·lícules | Pel·lícules | Pel·lícules | Pel·lícules | Pel·lícules |
| Any         | Títol                                   | Actor       | Director    | Guionista   | Muntatgista | Fotografia  |
| ----------- | --------------------------------------- | ----------- | ----------- | ----------- | ----------- | ----------- |
| 1958        | La caleta olvidada                      |             |             |             |             |             |
| 1978        | Horacio corazón de chileno              |             |             |             |             |             |
| 1980        | Vivienda y familia popular (Documental) |             |             |             |             |             |
| 1982        | Una encuesta (Documental)               |             |             |             |             |             |
| 1983        | El 18 de los García                     |             |             |             |             |             |
| 1985        | Andrés de la Victoria (Documental)      |             |             |             |             |             |
| 1985        | Sexto A 1965                            |             |             |             |             |             |
| 1990        | Dos mujeres en la ciudad                |             |             |             |             |             |

### Teatre
Com a director
- 1961 - El cepillo de dientes (direcció) - Teatro Ictus
- 1961 - Un hombre llamado Isla (direcció) - Teatro Ictus
- 1970 - Todo en el jardín (direcció) - Teatro Ictus
- 1972 - Tres noches de un sábado (direcció) - Teatro Ictus
- 1979 - Lindo país de esquina con vista al mar (direcció) - Teatro Ictus
- 1980 - El mar estaba serena (direcció) - Teatro Ictus
- 1982 - Sueños de mala muerte (direcció) - Teatro Ictus
- 1983 - Primavera con esquina rota (direcció) - Teatro Ictus

Com a escenògraf
- 1967 - La fiaca - Teatro Ictus

## Altres activitats
- Des de 1994 a 1998, integra el Consell Assessor del Patronat del Festival Iberoamericà de Teatre de Cadis, Espanya.
- L'abril del 1997, se li atorga la nacionalitat xilena per gràcia i és designat pel President Frei Ruiz Tagle, com a Cap de la Divisió de Cultura del Ministeri d'Educació. Al març de 2000, el president Lagos el confirma en el mateix càrrec, el que exerceix fins a mitjan 2003. En aquesta data renuncia al Ministeri per a tornar a les seves activitats professionals en el camp de l'art.
- Entre agost i novembre del mateix any realitza quatre pintures i una escultura en bronze per al Seminari dels Pares Agustins a Santiago.
- Des de setembre de 2003 es troba abocat al projecte de la capella del nou Hospital del Treballador de Concepción, dedicada a María Madre de la Pau, que comprèn disseny arquitectònic, pintura mural i escultures en bronze.
- Des d'agost de 2006 es reintegra al Ministeri d'Educació com a assessor cultural de la ex Ministra, Yasna Provoste.

## Reconeixements
- En 1983 és condecorat pel Govern Italià per la seva aportació a l'acostament cultural entre Xile e Itàlia i el seu compromís amb la defensa dels Drets Humans.
- A l'agost del 2001, el President Lagos li atorga la condecoració de la Orde al Mèrit Docent i Cultural Gabriela Mistral per la seva aportació a l'art i la cultura nacional per més de cinquanta anys d'activitat artística en diferents disciplines.
- Al mateix temps rep la medalla de Santiago, atorgada per la Municipalitat de Santiago pels seus 50 anys de constant labor artística.
- Al maig de 2002 rep el “Lifetime Achievement Award” en Coral Gables, Florida, per la seva vida dedicada al teatre.
- Al maig de 2004 rep el premi Unió Llatina, atorgat per primera vegada en el Dia Internacional de la Llatinitat, per la seva trajectòria artística i la seva aportació a l'acostament cultural dels pobles Llatinoamericans.
- Premi Municipal d'Arts, Gestió i Patrimoni d'Il·lustre Municipalitat Santiago 2014.
- A l'abril de 2016 rep l'Orde al Mèrit Artístic i Cultural Pablo Neruda, atorgada per la Presidenta de la República de Xile, Michelle Bachelet.
- Premi 100 Líders Majors per Fundació Conecta Mayor (2021)[7]